# Puchar Polski w piłce siatkowej mężczyzn (2000/2001)
Puchar Polski w piłce siatkowej mężczyzn 2000/2001 – 44. sezon rozgrywek o siatkarski Puchar Polski, rozgrywany od 1932 roku.

## Rozgrywki

### Półfinał
| Data       | Drużyna 1                             | Wynik | Drużyna 2                  | Sety                |
| ---------- | ------------------------------------- | ----- | -------------------------- | ------------------- |
| 15.12.2000 | Mostostal-Azoty Kędzierzyn-Koźle      | 3:0   | Warka Czarni Radom         | 25:17, 25:19, 25:20 |
| 15.12.2000 | Galaxia Jurajska AZS Bank Częstochowa | 3:0   | Stilon Gorzów Wielkopolski |                     |

### Finał
| Data       | Drużyna 1                        | Wynik | Drużyna 2                             | Sety |
| ---------- | -------------------------------- | ----- | ------------------------------------- | ---- |
| 16.12.2000 | Mostostal-Azoty Kędzierzyn-Koźle | 3:0   | Galaxia Jurajska AZS Bank Częstochowa |      |

## Klasyfikacja końcowa
| Miejsce | Drużyna                               |
| ------- | ------------------------------------- |
| 1.      | Mostostal-Azoty Kędzierzyn-Koźle      |
| 2.      | Galaxia Jurajska AZS Bank Częstochowa |
| 3-4.    | Stilon Gorzów Wielkopolski            |
| 3-4.    | Warka Strong Czarni Radom             |